# 2019年カナダグランプリ
2019年カナダグランプリ (2019 Canadian Grand Prix) は、2019年のF1世界選手権第7戦として、2019年6月9日にジル・ヴィルヌーヴ・サーキットで開催された。
正式名称は「FORMULA 1 PIRELLI GRAND PRIX DU CANADA 2019」。

## レース前
本レースでピレリが用意するドライタイヤのコンパウンドは、ハード（白）：C3、ミディアム（黄）：C4、ソフト（赤）：C5の最も柔らかい組み合わせ。
メルセデスは使用チーム全て（メルセデス、レーシング・ポイント、ウィリアムズ）に対し、「フェーズ2」にアップグレードされたパワーユニット（以下PU）を供給する。
10カ月の建設期間を経て、老朽化していたピット複合施設の建て替え工事がレースウィーク直前にようやく終了した。

## エントリーリスト
レギュラーシートについては前戦モナコGPから変更なし。ただし、スクーデリア・フェラーリはカナダがタバコに関する規制が厳しいことから開幕戦と同様の処置を行ったため、同チームのみエントリー内容が変更されている。地元出身でウィリアムズのリザーブドライバーを務めるニコラス・ラティフィが初めて金曜午前のFP1を走行する。

## フリー走行
FP1（金曜午前）
普段使用されていないコースだけに路面の汚れがひどく、各車タイヤのグリップに苦労した。メルセデスはエンジン(ICE)がフェーズ2にアップグレードされ、フェラーリはワークスのみ2基目のターボ(TC)とMGU-Hを投入した。ホンダはレッドブル2台とトロ・ロッソのダニール・クビアトに対し、2基目のエナジーストア(ES)とコントロールエレクトロニクス(CE)を投入した。路面がダスティだったため上位勢は20分過ぎまでコースインを控えていたが、メルセデス勢は圧倒的な速さを見せた。57分にアルファロメオのアントニオ・ジョヴィナッツィがターン8から9のシケインで挙動を乱して壁にヒットし、コース上にマシンが止まったため、5分間バーチャルセーフティカー(VSC)が導入された。その直後にミディアムでシャルル・ルクレールがメルセデス勢に続く3番手をマークしたが、ベッテルはヘアピンでスピンを喫した。他を圧倒したメルセデスだったが、終了直前にバルテリ・ボッタスのICEが燃圧低下に見舞われた。トップタイムはルイス・ハミルトンの1分12秒767で、2番手のボッタスに0.2秒、3番手のルクレールに1秒の差を付けた。マックス・フェルスタッペンは4番手でフェラーリ勢に割って入った。
FP2（金曜午後）
序盤はメルセデス勢がFP1に続いて速さを見せたが、24分にハミルトンがFP1のジョヴィナッツィと同じ場所で挙動を乱して壁にヒットしてしまう。ハミルトンは右リアタイヤがパンクしたマシンを自力でピットへ戻した。その間にフェラーリ勢がソフトタイヤでタイムを更新していくが、セッション後半にはソフトタイヤのデグラデーションによりペースが落ちていく。セバスチャン・ベッテルは「リヤタイヤが溶けてる」と悲鳴を上げ、ミディアムを履いたルクレールもタイヤのオーバーヒートを訴えるなど不安を残した。レッドブル勢はタイムを伸ばせず、47分にはフェルスタッペンが最終コーナーのチャンピオンズウォールで右フロントタイヤを接触させてしまった。フェルスタッペンはセッション中にコースへ復帰したが、ハミルトンはマシンへのダメージがひどく最後までコースインできなかった。トップタイムはルクレールの1分12秒177で、ベッテルが0.1秒差の2番手とフェラーリ勢が上位を占めた。一方、レッドブル勢はピエール・ガスリーが12番手、クラッシュしたフェルスタッペンは13番手に終わった。フェルスタッペンのクラッシュは、前を走っていたガスリーからの乱流の影響を受けたものと見られる。レッドブル勢は両者ともタイヤのグリップに苦しんだ。
FP3（土曜午前）
地元出身のランス・ストロール（レーシング・ポイント）のマシン後方から煙が上がり、ピットロード上でストップした。これでストロールはセッションに参加できなくなった。メルセデスが投入したフェーズ2のICEが故障したのが原因で、チームはフェーズ1のICEに載せ替えることにした。このセッションもフェラーリ勢が上位を独占し、ベッテルが1分10秒843のトップタイムを出した。続いてメルセデス勢、レッドブル勢が続いた。レッドブル勢はベッテルに1秒の差を付けられ、逆に「ベスト・オブ・ザ・レスト」のダニエル・リカルドに0.2秒差の僅差という状況となった。

## 予選
2019年6月8日 14:00 EDT(UTC-4)
セバスチャン・ベッテルが前年のカナダGPのレコードタイムを上回った上、前年のドイツGP以来となる今季初のポールポジションを獲得した。ルイス・ハミルトンは第3セクターをまとめきれなかったことが響き2番手。シャルル・ルクレールは3番手、ルノーのダニエル・リカルドが3強チームの一部を倒し4番手に食い込んだ。レッドブル勢はピエール・ガスリーはリカルドに僅差の5番手だった。しかし、マックス・フェルスタッペンはQ2で敗退。フェルスタッペンはQ2最初のアタックでミディアムタイヤを使用したがタイムが伸びずQ2敗退ゾーンに沈む。ソフトタイヤでのタイム更新でQ3進出を試みるが、タイム更新前にケビン・マグヌッセンがチャンピオンズウォールで大クラッシュ。赤旗が出されてタイムを記録できず11番手に終わり、Q3に進出できなかった。ただし、サインツとマグヌッセンのペナルティで決勝は9番グリッドからスタートする。ロマン・グロージャンもチームメイトのアクシデントによりQ3進出を逃した。マグヌッセンはQ3に進出できたものの、このクラッシュでマシンが大破したため決勝はピットレーンからスタートする。

### 結果
| 順位                | No. | ドライバー                   | コンストラクター                   | Q1       | Q2       | Q3       | Grid |
| ------------------- | --- | ---------------------------- | ---------------------------------- | -------- | -------- | -------- | ---- |
| 1                   | 5   | セバスチャン・ベッテル       | フェラーリ                         | 1:11.200 | 1:11.142 | 1:10.240 | 1    |
| 2                   | 44  | ルイス・ハミルトン           | メルセデス                         | 1:11.518 | 1:11.010 | 1:10.446 | 2    |
| 3                   | 16  | シャルル・ルクレール         | フェラーリ                         | 1:11.214 | 1:11.205 | 1:10.920 | 3    |
| 4                   | 3   | ダニエル・リカルド           | ルノー                             | 1:11.837 | 1:11.532 | 1:11.071 | 4    |
| 5                   | 10  | ピエール・ガスリー           | レッドブル-ホンダ                  | 1:12.023 | 1:11.196 | 1:11.079 | 5    |
| 6                   | 77  | バルテリ・ボッタス           | メルセデス                         | 1:11.229 | 1:11.095 | 1:11.101 | 6    |
| 7                   | 27  | ニコ・ヒュルケンベルグ       | ルノー                             | 1:11.720 | 1:11.553 | 1:11.324 | 7    |
| 8                   | 4   | ランド・ノリス               | マクラーレン-ルノー                | 1:11.780 | 1:11.735 | 1:11.863 | 8    |
| 9                   | 55  | カルロス・サインツ           | マクラーレン-ルノー                | 1:11.750 | 1:11.572 | 1:13.981 | 11 1 |
| 10                  | 20  | ケビン・マグヌッセン         | ハース-フェラーリ                  | 1:12.107 | 1:11.786 | No Time  | PL 2 |
| 11                  | 33  | マックス・フェルスタッペン   | レッドブル-ホンダ                  | 1:11.619 | 1:11.800 |          | 9    |
| 12                  | 26  | ダニール・クビアト           | トロ・ロッソ-ホンダ                | 1:11.965 | 1:11.921 |          | 10   |
| 13                  | 99  | アントニオ・ジョヴィナッツィ | アルファロメオ-フェラーリ          | 1:12.122 | 1:12.136 |          | 12   |
| 14                  | 23  | アレクサンダー・アルボン     | トロ・ロッソ-ホンダ                | 1:12.020 | 1:12.193 |          | 13   |
| 15                  | 8   | ロマン・グロージャン         | ハース-フェラーリ                  | 1:12.109 | No Time  |          | 14   |
| 16                  | 11  | セルジオ・ペレス             | レーシング・ポイント-BWTメルセデス | 1:12.197 |          |          | 15   |
| 17                  | 7   | キミ・ライコネン             | アルファロメオ-フェラーリ          | 1:12.230 |          |          | 16   |
| 18                  | 18  | ランス・ストロール           | レーシング・ポイント-BWTメルセデス | 1:12.266 |          |          | 17   |
| 19                  | 63  | ジョージ・ラッセル           | ウィリアムズ-メルセデス            | 1:13.617 |          |          | 18   |
| 20                  | 88  | ロバート・クビサ             | ウィリアムズ-メルセデス            | 1:14.393 |          |          | 19   |
| 107% time: 1:16.184 |     |                              |                                    |          |          |          |      |
| ソース:             |     |                              |                                    |          |          |          |      |

追記
- ^1 - サインツはQ1でアルボンのアタックを妨害したため、3グリッド降格とペナルティポイント1点が加算された（合計4点）[21][22]
- ^2 - マグヌッセンはQ2でのクラッシュによりシャシーの交換を行うため、決勝はピットレーンからスタート[23][18]

## 決勝
2019年6月9日 14:10 EDT(UTC-4)
ポールポジションのセバスチャン・ベッテル（フェラーリ）がルイス・ハミルトン（メルセデス）との争いを制し、一時はラップリーダーを奪われる場面もあったが、結果チェッカーフラッグを1位で受けた。だが、ベッテルは48周目のコースオフした際の復帰の仕方が危険だったとして、5秒のタイムペナルティとペナルティポイント2点加算を科され2位に降格。最終的な勝者はハミルトンとなった。だが、ベッテルはこの裁定に対してレース中の無線からスチュワードを批判し、レース後も多数の抗議の意思を示した。ベッテルは所定位置に停車せず、マーティン・ブランドルのインタビューを拒否して立ち去った。そしてパルクフェルメに停車していたハミルトンのマシンの前に置かれていた1位のボードを外し、ベッテルのマシンに停車するはずのスペースに置き、ハミルトンのマシンの前に2位のボードを置くといった行動に出た。また、1位昇格で勝者となったハミルトンもベッテルを表彰台の頂点に上げるなど配慮をみせ、レース後のインタビューでも複雑な心境であることを明かした。
5位以下の内容は、レッドブルのマックス・フェルスタッペンはルノーPU勢を上回る5位となったものの、上位争いには加われなかった。ピエール・ガスリーはトラフィックに引っかかり8位に終わった。トロ・ロッソのダニール・クビアトは残り3周でカルロス・サインツJr.（マクラーレン）を抜いて10位入賞を果たしたが、アレクサンダー・アルボンはスタート直後にセルジオ・ペレス（レーシング・ポイント）とアントニオ・ジョヴィナッツィ（アルファロメオ）に挟まれて接触しフロントウィングが壊れ、ピットイン後もペースが上がらず、フランツ・トスト代表から「パワーユニットのマイレージをセーブするため」59周でリタイアした。

### 結果
| 順位    | No. | ドライバー                   | コンストラクター                   | 周回数 | タイム/リタイア原因 | Grid | Pts.  |
| ------- | --- | ---------------------------- | ---------------------------------- | ------ | ------------------- | ---- | ----- |
| 1       | 44  | ルイス・ハミルトン           | メルセデス                         | 70     | 1:29:07.084         | 2    | 25    |
| 2       | 5   | セバスチャン・ベッテル       | フェラーリ                         | 70     | +3.658 1            | 1    | 18    |
| 3       | 16  | シャルル・ルクレール         | フェラーリ                         | 70     | +4.696              | 3    | 15    |
| 4       | 77  | バルテリ・ボッタス           | メルセデス                         | 70     | +51.043             | 6    | 13 FL |
| 5       | 33  | マックス・フェルスタッペン   | レッドブル-ホンダ                  | 70     | +57.655             | 9    | 10    |
| 6       | 3   | ダニエル・リカルド           | ルノー                             | 69     | +1 Lap              | 4    | 8     |
| 7       | 27  | ニコ・ヒュルケンベルグ       | ルノー                             | 69     | +1 Lap              | 7    | 6     |
| 8       | 10  | ピエール・ガスリー           | レッドブル-ホンダ                  | 69     | +1 Lap              | 5    | 4     |
| 9       | 18  | ランス・ストロール           | レーシング・ポイント-BWTメルセデス | 69     | +1 Lap              | 17   | 2     |
| 10      | 26  | ダニール・クビアト           | トロ・ロッソ-ホンダ                | 69     | +1 Lap              | 10   | 1     |
| 11      | 55  | カルロス・サインツ           | マクラーレン-ルノー                | 69     | +1 Lap              | 11   |       |
| 12      | 11  | セルジオ・ペレス             | レーシング・ポイント-BWTメルセデス | 69     | +1 Lap              | 15   |       |
| 13      | 99  | アントニオ・ジョヴィナッツィ | アルファロメオ-フェラーリ          | 69     | +1 Lap              | 12   |       |
| 14      | 8   | ロマン・グロージャン         | ハース-フェラーリ                  | 69     | +1 Lap              | 14   |       |
| 15      | 7   | キミ・ライコネン             | アルファロメオ-フェラーリ          | 69     | +1 Lap              | 16   |       |
| 16      | 63  | ジョージ・ラッセル           | ウィリアムズ-メルセデス            | 68     | +2 Laps             | 18   |       |
| 17      | 20  | ケビン・マグヌッセン         | ハース-フェラーリ                  | 68     | +2 Laps             | PL   |       |
| 18      | 88  | ロバート・クビサ             | ウィリアムズ-メルセデス            | 67     | +3 Laps             | 19   |       |
| Ret     | 23  | アレクサンダー・アルボン     | トロ・ロッソ-ホンダ                | 59     | 接触ダメージ        | 13   |       |
| Ret     | 4   | ランド・ノリス               | マクラーレン-ルノー                | 8      | サスペンション      | 8    |       |
| ソース: |     |                              |                                    |        |                     |      |       |

ファステストラップ
- バルテリ・ボッタス - 1:13.078（69周目）

ラップリーダー
- 1-25=ベッテル、26-27=ハミルトン、28-32=ルクレール、33-70=ベッテル

追記
- ^FL - ファステストラップの1点を含む
- ^1 - ベッテルはターン4でコースをショートカットした後にハミルトンを幅寄せしてコースへ復帰したため、5秒ペナルティとペナルティポイント2点が加算された（合計7点）。ペナルティをピットストップで消化しなかったためレースタイムに5秒加算され、1位から2位に降格[36][37]

## 第7戦終了時点のランキング
|         | 順位 | ドライバー                 | ポイント |
| ------- | ---- | -------------------------- | -------- |
|         | 1    | ルイス・ハミルトン         | 162      |
|         | 2    | バルテリ・ボッタス         | 133      |
|         | 3    | セバスチャン・ベッテル     | 100      |
|         | 4    | マックス・フェルスタッペン | 88       |
|         | 5    | シャルル・ルクレール       | 72       |
| ソース: |      |                            |          |

|         | 順位 | コンストラクター    | ポイント |
| ------- | ---- | ------------------- | -------- |
|         | 1    | メルセデス          | 295      |
|         | 2    | フェラーリ          | 172      |
|         | 3    | レッドブル-ホンダ   | 124      |
|         | 4    | マクラーレン-ルノー | 30       |
| 3       | 5    | ルノー              | 28       |
| ソース: |      |                     |          |

- 注：ドライバー、コンストラクター共にトップ5のみ表示。

## 論争が起きた理由
問題のシーンを迎えるまでの背景として、ベッテルはソフトタイヤが辛くなり26周目でハードタイヤに交換。ハミルトンはステイアウトしてオーバーカットを目指したが、ベッテルのペースが良く29周目を前にハードタイヤに交換した。両者ともハードタイヤに変えてからはハミルトンの方がベッテルよりもペースが速く、28周を残して2人の差は1秒を切っていた。48周目には2台の周回遅れも迫り、ハミルトンはベッテルにプレッシャーを与え、焦ったベッテルのミスを誘うことになった。
詳細は不明だが、メディアの分析では実際のステアリングの動きの精査とテレメトリーデータにて、ハミルトンがベッテルとのクラッシュを避けるためにはブレーキをかけなければならなかったということが示されたことから、ベッテルの行動によって、ハミルトンの動きが制限されたという根拠も確認。それにより、「安全ではない形でコースに復帰し、後方のドライバーの動きを制限した」と判断しタイムペナルティとなったと推測されている。
この件は多くの論争を引き起こし、FIAも2018年ドイツグランプリのように改めて声明を発表し事態の鎮静化を図らない姿勢もそれに拍車をかけた。
元ベッテルのチームメイトであったマーク・ウェバーをはじめとした各カテゴリーのドライバーたちもベッテルのペナルティについて、「レース中に起きたアクシデント」や「故意の進路妨害には当たらない」という観点から辛辣な批判が含まれるほどのコメントを発し、ベッテルを擁護。ベッテル本人も「芝生を抜けて、マシンをコントロールできると思うなんて、彼らには何にも見えていないよ」とスチュワードを批判。また、フェラーリ側も「ベッテルの行動は故意ではない」という判断から控訴する意向を表明した。
一方で、2016年のF1チャンピオンのニコ・ロズベルグは、独自に検証したうえで、「コントロールを失ったことを考慮しても、元はベッテルのミスであり、ルール上の「安全な形でのコース復帰」に失敗した以上、ペナルティは避けられない」とし、スチュワードを擁護。逆にこの件はベッテルのミスが原因であり、判定後の感情的な言動をしたことは良いことではないと批判した。また、時のGPDA会長アレクサンダー・ブルツも「この動きがペナルティの対象だとは見ていない」と断りつつも、2018年日本グランプリのフェルスタッペンのペナルティを挙げ、「危険なコース復帰にはペナルティを与えるという一貫性を持たせた」と分析しスチュワードの判断に理解を示した。そのため、悪法もまた法なりという観点から「スチュワードの判断自体はルールに則ったもの」としてスチュワードを擁護する意見もあった。
そのうち、中立的な意見としては、メルセデスのトト・ヴォルフ代表は「この件にはスチュワードが物議を醸すような判定を下したと驚いた」と断りつつも、「ルールを尊重した結果であり、スチュワードへの過度な批判は避けるべき」ともコメントして、一歩引いた立場のコメント。また、今回のスチュワードらも「ルールを尊重した結果」や「物議を醸す判定もある」として必要以上の弁明は控えた。
一方、時間が経つにつれ、見解の違いはあれど、「偶発的な進路妨害に対するペナルティの一貫性のなさ」や「ペナルティ裁定の透明性のなさ」を指摘する声も出始めた。一例としてダニエル・リカルドが2016年のモナコGPにてハミルトンとのバトル中に今回の件と類似の出来事があったにもかかわらず彼にペナルティがなかったことを挙げ、ペナルティの一貫性のなさを暗にほのめかし、FIAに対し釘を刺した。そのため、以前から指摘されているペナルティの対象の一貫性のなさが改めて露呈することとなり、時のF1のルールに一石を投じた一件でもあった。
この一件に対し、フェラーリは控訴の意志を示すも、一旦は控訴を断念した。改めて6月17日に「新たな証拠」を提出して再審請求を行い、フランスGPの金曜日（6月21日）にヒアリングを行ったが「証拠不十分」で却下され、ハミルトンの優勝とベッテルの2位が確定した。